# Patinatge artístic als Jocs Olímpics d'hivern de 1988 - Parelles
Als Jocs Olímpics d'Hivern de 1988 celebrats a la ciutat de Calgary (Canadà) es disputà una prova de patinatge artístic sobre gel en categoria mixta per parelles que formà part del programa oficial dels Jocs.
La competició se celebrà entre els dies 14 i 16 de febrer de 1988 a les instal·lacions de l'Olympic Saddledome.

## Comitès participants
Hi participaren un total de 30 patindors de 8 comitès nacionals diferents.
| - Canadà (6) - Estats Units (6) - RDA (2) - RFA (2) - Regne Unit (4) - Txecoslovàquia (2) - Unió Soviètica (6) - R.P. de la Xina (2) |

## Resum de medalles
| Or                                                 | Argent                                       | Bronze                                    |
| Unió Soviètica Ekaterina Gordeeva · Sergei Grinkov | Unió Soviètica Elena Valova · Oleg Vassiliev | Estats Units Jill Watson · Peter Oppegard |

## Resultats
| Posició | Nom                                 | CON             | PC | PL | Pts. |
| ------- | ----------------------------------- | --------------- | -- | -- | ---- |
| 1       | Ekaterina Gordeeva / Sergei Grinkov | Unió Soviètica  | 1  | 1  | 1.5  |
| 2       | Elena Valova / Oleg Vassiliev       | Unió Soviètica  | 2  | 2  | 3.0  |
| 3       | Jill Watson / Peter Oppegard        | Estats Units    | 3  | 3  | 4.5  |
| 4       | Larisa Selezneva / Oleg Makarov     | Unió Soviètica  | 6  | 4  | 6.0  |
| 5       | Gillian Wachsman / Todd Waggoner    | Estats Units    | 4  | 5  | 7.0  |
| 6       | Denise Benning / Lyndon Johnston    | Canadà          | 5  | 7  | 9.5  |
| 7       | Peggy Schwarz / Alexander Konig     | RDA             | 11 | 6  | 11.5 |
| 8       | Christine Hough / Doug Ladret       | Canadà          | 8  | 8  | 12.0 |
| 9       | Isabelle Brasseur / Lloyd Eisler    | Canadà          | 7  | 9  | 12.5 |
| 10      | Natalie Seybold / Wayne Seybold     | Estats Units    | 10 | 10 | 15.0 |
| 11      | Brigitte Groh / Holger Maletz       | RFA             | 13 | 11 | 17.5 |
| 12      | Cheryl Peake / Andrew Naylor        | Regne Unit      | 12 | 12 | 18.0 |
| 13      | Lisa Cushley / Neil Cushley         | Regne Unit      | 14 | 13 | 20.0 |
| 14      | Zhibin Mei / Wei Li                 | R.P. de la Xina | 15 | 14 | 24.5 |
| 15      | Lenka Knapova / Rene Novotny        | Txecoslovàquia  | 9  | -  | -    |